# Цесна 310
Цесна 310 је амерички двомоторни нискокрилац са четири до шест седишта. Производила га је фирма Цесна од 1954. до 1980. године. Користи се као путнички авион, за атиотакси и обуку и тренажу пилота.

## Пројектовање и развој

### Технички опис
Цесна 310 је двомоторни нискокрилни путнички авион са 4 седишта.
Труп авиона је металне конструкције монокок, округлаог попречног пресека. Кабина пилота и путника чине једну целину. Кабине су опремљене великим прзорима што омогућава изванредну прегледност из авиона. Авион је опремљен уређајима који у кабини одржавају константни притисак и температуру. Са сваке стране трупа налазе се врата за улаз у авион (као код аутомобила).
Крила су металне конструкције трапезастог облика, на неким моделима на крајевима крила се налазе допунски резервоари за гориво. На крилима се налазе мотори, у крилаима су смештени унутрашњи резервоари за гориво а такође и простор у који се увлаче точкови за време лета. Крила имају управан положај на труп авиона.
Погонска група се састоји од два шестоцилиндрична ваздухом хлађена клипна мотора, Continental O-470-B са трокраком или двокраком металном елисом константне брзине.
Стајни трап је увлачећи типа трицикл (један точак напред и два испод крила. Први точак се у току лета увлачи у кљун авиона а крилни точкови се увлаче у крила. Погон за увлачење и извлачење ногу стајног трапа је хидраулични.

### Варијанте
Ова летилица се производила у 42 варијанте што није чудо јер се производила непрекидно 26 година са укупно 5.449 примерака.

## Оперативно коришћење

### Авион Цесна 310 у Југославији
У Југославији је коришћено укупно 12 ових авиона. По типовим то изгледа овако: осам Т-310Р, два 310П, и по један 310Ф, и 310Q. Највећи корисник је био ЈАТ са 5 авиона Т-310Р.